# Chantal Kanyimbo
 (mars 2021).
La mise en forme du texte ne suit pas les recommandations de Wikipédia : il faut le « wikifier ».
Les points d'amélioration suivants sont les cas les plus fréquents :
- Les titres sont pré-formatés par le logiciel. Ils ne sont ni en capitales, ni en gras.
- Le texte ne doit pas être écrit en capitales (les noms de famille non plus), ni en gras, ni en italique, ni en « petit »…
- Le gras n'est utilisé que pour surligner le titre de l'article dans l'introduction, une seule fois.
- L'italique est rarement utilisé : mots en langue étrangère, titres d'œuvres, noms de bateaux, etc.
- Les citations ne sont pas en italique mais en corps de texte normal. Elles sont entourées par des guillemets français : « et ».
- Les listes à puces sont à éviter, des paragraphes rédigés étant largement préférés. Les tableaux sont à réserver à la présentation de données structurées (résultats, etc.).
- Les appels de note de bas de page (petits chiffres en exposant, introduits par l'outil «  Source ») sont à placer entre la fin de phrase et le point final[comme ça].
- Les liens internes (vers d'autres articles de Wikipédia) sont à choisir avec parcimonie. Créez des liens vers des articles approfondissant le sujet. Les termes génériques sans rapport avec le sujet sont à éviter, ainsi que les répétitions de liens vers un même terme.
- Les liens externes sont à placer uniquement dans une section « Liens externes », à la fin de l'article. Ces liens sont à choisir avec parcimonie suivant les règles définies. Si un lien sert de source à l'article, son insertion dans le texte est à faire par les notes de bas de page.
- La présentation des références doit suivre les conventions bibliographiques. Il est recommandé d'utiliser les modèles {{Ouvrage}}, {{Chapitre}}, {{Article}}, {{Lien web}} et/ou {{Bibliographie}}. Le mode d'édition visuel peut mettre en forme automatiquement les références.
- Insérer une infobox (cadre d'informations à droite) n'est pas obligatoire pour parachever la mise en page.

Pour une aide détaillée, merci de consulter Aide:Wikification.
Si vous pensez que ces points ont été résolus, vous pouvez retirer ce bandeau et améliorer la mise en forme d'un autre article.
Chantal Kanyimbo est une journaliste Congolaise (RDC), première femme à occuper le poste de Présidente nationale de la presse congolaise (UNPC), chevalier dans l’ordre des Arts et des Lettres de la République française, chevalier de l’ordre des Arts et des Lettres de la Francophonie. 
Depuis 2011, elle est « en détachement » auprès du Conseil supérieur de l’audiovisuel et de la communication (CSAC) où elle occupe le poste de rapporteure et porte-parole de cette structure d’appui à la démocratie.

## Biographie
Chantal Kanyimbo, née à Lubumbashi au Katanga le 13 avril 1961. Six mois après sa naissance, son père militant lumumbiste s’installe à Kinshasa pour éviter la chasse aux sorcières organisée par les sécessionnistes contre les unitaristes Katangais. 
Elle obtient une licence en journalisme en 1991 à l'Institut des sciences et techniques de l'information, qui va devenir plus tard Institut Facultaire des Sciences de l'Information et de la Communication (IFASIC). Engagée à la télévision après un concours de recrutement de speakerine alors qu'elle encore étudiante en journalisme en deuxième année de graduat. De 1987 à 1990, elle commence sa carrière comme speakerine parallèlement à ses études.  Ambitieuse depuis son jeune âge, ce travail ne l'a pas du tout distraite de son objectif d'obtenir sa licence. Elle est devenue l’un des visages les plus connus de l’Office zaïrois de radiodiffusion et de télévision (OZRT).

### Carrière
En 1994, elle crée Deux Sons de Cloche, une émission de débat politique contradictoire entre deux acteurs d'obédiences divergentes. Une première à la télévision  d'État toujours sous la coupe du MPR Parti-Etat devenu fait privé depuis le discours de démocratisation du 24 avril 1990 du président Mobutu. L'émission crève l'écran et bat le record d'audience. C'est aussi une première, car Chantal  Kanyimbo est la première journaliste politique femme à organiser ce genre de débat à la télévision nationale. 
Chantal Kanyimbo va exiger que "Deux Sons de Cloche" soit diffusée en direct pour éviter "les ciseaux d'or ", une censure interne qui supprimait les séquences de l'opposition jugées dérangeantes pour le pouvoir de Mobutu lorsque la direction générale de l'OZRT autorisait la couverture des activités de l'opposition. Chantal Kanyimbo  gravit les échelons de la hiérarchie des responsabilités au sein de la direction des informations.  Sous- directrice des informations depuis 1998, elle a assumé des responsabilités dans tous les départements de la direction: Chargée des reportages, Rédactrice en chef principale de la rédaction, Chargée des Enquêtes et magazines, chargée de la sous-direction Technico artistique, toujours au sein de la direction des informations. 
Elle est considérée par beaucoup d'observateurs comme l'une des personnalités influentes et les plus brillantes de sa génération. 
En 2004, elle devient la première femme à entrer au Comité Directeur de l'Union Nationale de la Presse du Congo, UNPC, une organisation corporative des journalistes en étant élue au poste de première vice-présidente. Deux ans plus tard, elle prend la tête de la corporation à la suite de la démission du président dont elle termine le mandat avec brio. Les journalistes en congrès lui renouvellent leur confiance en 2008.  Elle est connue pour  son indépendance d’esprit, un goût prononcé pour la lecture et la tendance à éviter les chemins battus. Elle devient la première femme à être  élue présidente de l'UNPC. Depuis fin 2011, elle est en détachement au Conseil Supérieur de l'Audiovisuel et de la Communication, CSAC, l'autorité de régulation des médias où elle occupe les fonctions de Rapporteur.

## Distinctions
- Médaille d’or du mérite civique de l’ordre national des Léopards (Mars 2005)
- Chevalier dans l’ordre des Arts et des Lettres de la République française
- Chevalier dans l’Ordre des Arts et des Lettres de la francophonie.
- MUANA MBOKA
- MWASI YA NSOMI de la République du Congo